# NGC 2223
NGC 2223 este o galaxie situată în constelația Câinele Mare. A fost descoperită în 23 ianuarie 1835 de către John Herschel. Se află la o distanță de 41,3 de megaparseci de Pământ.